# Бјелина
Бјелина је насељено мјесто града Бенковца у Буковици, континентални дио сјеверне Далмације, Република Хрватска.

## Назив
Претпоставља се да је још за вријеме Римског царства у близини данашње цркве Свете Петке у Бјелини постојало насеље (град) који се звао Белоне или Белон, одакле вјероватно потиче и данашње име далматинске Бјелине.
Након рушења овог утврђења на Жмирића Градини је саграђено ново утврђење названо Билине, Билина, Биелина и Биелине, што, такође указује на каснији назив мјеста Бјелина.

## Географија
Насеље Бјелина се налази у централном дијелу Буковице, у саставу града Бенковца. Смјештено је на сјевероисточним дијеловима града Бенковца, на граници са општином Кистање. Село се протеже смјером исток-запад у дужини од 5 км и смјером сјевер-југ у дужини од 5,5 км, а површина села је око 25 км².
Бјелина се граничи са селима: Парчићи на сјеверу, Модрино Село на истоку, Нунић на југоистоку, Добропољци на југозападу, Родаљице на западу, Брушка и Медвиђа на сјеверозападу.
Бјелина је насеље изразито разбијеног типа, са три релативно одвојене цјелине: средишњи дио села и засеоци Грачак и Калањева Драга, као и одвојених дијелова: Доње Мркеле, Доње Шуше из Косе и Медићев стан у Разбојинама. Свака од ових цјелина се дијели на читав низ засеока, названи вароши. Карактеристика бјелинских вароши, у односу на друга насеља (села) је у томе да су куће у варошима изразито збијене на малом простору.
Надморска висина је у просјеку око 300 м. Штандарац на Градини између Бјелине, Родаљица, Брушке и Медвиђе има надморску висину од 490 м, Коса, између села Добропољаца и Нунића има висину 376 м.
Удаљеност од Бенковца је 20 км, Кистања 14 км, Книна 40 км и од Задра 60 км.

## Клима
На подручју Буковице, тиме и села Бјелине, осјећа се утицај континенталне, али и медитеранске климе. Зиме су хладне и с доста вјетрова, нарочито буре која траје и по неколико дана. Бура долази, односно дува са сјевера и сјеверозапада, а испољава се снажним ударима. У току буре вријеме је ведро. За разлику од буре, југо углавном доноси пуно влаге и кишу. Понекад дува и суво југо који осуши земљу и штети усјевима.
Хладни дани у Бјелини настају у другој половини новембра и трају до почетка априла. Снијег све рјеђе пада.
Топли дани и суше преовладавају у току љета. Температуре су високе али због мале влажности су издржљиве. Проблем је што тада понестаје воде у локвама, цистернама па и бунарима.

## Историја
Село Бјелина се у досадашњој историји налазило под римском, турском, млетачком, француском, аустријском и аустроугарском, италијанском, југословенском, српскокрајинском и хрватском влашћу.
Претпоставља се да су словенска племена Срби и Хрвати почетком 9. вијека населили простор Сјеверне Далмације, која је у то вријеме била римска провинција, о чему су писали: франачки љетописац Ајнхард и Константин VII Порфирогенет, византијски цар и историчар. Према њиховим документима, Срби су дошли 822. године, нешто раније од Хрвата. Ново насељавање Срба у Далмацију почиње од краја 13. вијека. Новопридошли становници, предвођени српским православним свештеницима, стапали су се са својим сународницима старосједиоцима.
Од 1526. године стари бјелински град Белоне су освојили Турци, који су владали простором Буковице и Сјеверне Далмације до 1688. године. Турску владавину замјењује Венеција, Карловачким миром од 1689. године и њена владавина траје до 1797. године. Од тада до 1814. године овим простором владају Французи. Њих смјењује Аустрија и касније Аустроугарска Монархија, које владају Буковицом два пута (од 1797. до 1805. и од 1814. до 1918. године). Аустријску владавину, кратко (1918–1921), замјењују Италијани, када Буковица улази у састав новостворене државе Срба Хрвата и Словенаца (касније Краљевина Југославија).
У саставу јужнословенске државе Буковица ће остати 70 година, са изузетком Другог свјетског рата, када је била окупирана од Италијана (до септембра 1943. године) и касније од Нијемаца.
Бјелина се од распада Југославије до августа 1995. године налазила у Републици Српској Крајини.

## Култура

### Парохија
Православна црква Свете Петке потиче из 1815. године и изграђена је на брежуљку Брежина у средини села. Црква Свете Петке је матична црква и села Парчићи, иако је у том селу постојала стара црквица Светог Прокопија из 12. вијека.
У Калањевој Драги се налази мала капелица Светог Георгија, саграђена и освећена у 15. вијеку (између 1418. и 1420. године).
Дан Свете Петке, 27. октобар је црквени и сеоски празник у Бјелини и Парчићима.
Хрватско становништво из Бјелине на мисе одлази у цркву Светог Анте у сусједном селу Нунићу.

### Школа
Основна школа у Бјелини је саграђена у Новаковићима 1895. године. Ову једноспратну зграду изградио је Антоније Новаковић, гостионичар, поводом школовања свог сина у Италији. Зграду је касније откупило Покрајинско школско вијеће из Задра.
Од 1966. до 1995. године школа се налазила између Новаковића и Мркела у монтажној згради, са четири учионице и радила је у двије смјене, за ниже и више разреде.
Основна школа у Бјелини у току стогодишњег постојања (1895–1995) радила је готово без прекида, па и за вријеме ратова.

### Говор
Народни говор у Бјелини је новоштокавски источнохерцеговачког типа, што је основ вуковске књижевне ијекавице. Овај говор је најсличнији говорима сусједних предјела и Лици и Босанској Крајини. Буковачки говор представља типичан примјер говора југозападне и западне зоне овог дијалекта.

### Народна библиотека
Народна библиотека – књижница у Бјелини је отворена 1979. године, у згради гдје је претходно била пошта. Књиге су набављане донацијама и поклонима великог броја мјештана села Бјелина, посебно оних који су живјели у другим крајевима, али су велик број књига поклониле издавачке организације из читаве СФРЈ. У библиотеци је било око 15.000 књига различитих садржаја, највише белетристике.

## Становништво
У етничком и демографском погледу, Бјелина је национално мјешовита средина. Становништво је српске и хрватске националности. При чему је било више Срба од Хрвата. Прије операције Олуја, село је имало српску етничку већину.
Према првом званичном попису становништва из 1550. године, кога су извршиле турске власти, у Бјелини је било шест великих породичних домаћинстава. С обзиром да су породице тада биле бројне, са 30 до 50 чланова, може се претпоставити да је Бјелина тада имала од 180 до 300 становника.
Први детаљан попис становништва Бјелине извршиле су аустријске власти 1857. године. Тада је у Бјелини био 581 становник. Највише становника у Бјелини је било 1921. године, 985 људи.
Бјелина је по попису становништва 1930. године имала 853 становника, 1948. године 803 становника, 1981. године 727 становника, 1991. године 652 становника (582 Срба и 70 Хрвата), а 2001. године 50 становника (10 Срба и 40 Хрвата). Бјелина је према попису становништва из 2011. године имала 92 становника, већином Срба.
| Националност       | 2001. | 1991. | 1981. | 1971. | 1961. |
| Срби               | 10    | 578   | 564   | 671   | 701   |
| Југословени        |       | 3     | 87    | 9     |       |
| Хрвати             | 40    | 70    | 64    | 100   | 130   |
| остали и непознато |       | 1     | 12    | 1     | 4     |
| Укупно             | 50    | 652   | 727   | 781   | 835   |

| Демографија | Демографија | Демографија |
| Година      | Становника  | Становника  |
| ----------- | ----------- | ----------- |
| 1961.       | 835         |             |
| 1971.       | 781         |             |
| 1981.       | 727         |             |
| 1991.       | 652         |             |
| 2001.       | 50          |             |
| 2011.       |             | 92          |

## Попис 1991.
На попису становништва 1991. године, насељено место Бјелина је имало 652 становника, следећег националног састава:
| Попис 1991.‍ | Попис 1991.‍ | Попис 1991.‍ | Попис 1991.‍ | Попис 1991.‍ |
| ----------- | ----------- | ----------- | ----------- | ----------- |
|             |             |             |             |             |
| Срби        | Срби        |             | 578         | 88,65%      |
| Хрвати      | Хрвати      |             | 70          | 10,73%      |
| Југословени | Југословени |             | 3           | 0,46%       |
| непознато   | непознато   |             | 1           | 0,15%       |
| укупно: 652 |             |             |             |             |

## Презимена
Презимена у Бјелини су:
1. Жмирић – Православци, славе Св. Георгија
2. Зурак – Римокатолици
3. Кркљеш – Православци, славе Св. Јована
4. Мркела – Православци, славе Св. Георгија и Св. Николу
5. Новаковић – Православци, славе Св. Николу
6. Пиља – Православци, славе Св. Јована
7. Пуповац – Православци, славе Св. Георгија
8. Ушљебрка – Римокатолици
9. Шарић – Римокатолици
10. Шуша – Православци, славе Св. Стефана

У засеоку Грачак:
1. Драгаш – Православци, славе Св. Јована
2. Кркљеш – Православци, славе Св. Јована
3. Медић – Православци, славе Св. Тому, Св. Јована, Св. Георгија и Св. Николу
4. Опачић – Православци, славе Св. Луку
5. Пиља – Православци, славе Св. Јована
6. Суботић – Православци, славе Св. Јована
7. Чотра – Православци, славе Св. Јована

У засеоку Калањева Драга:
1. Калањ – Православци, славе Св. Георгија
2. Марунић – Православци, славе Св. Георгија
3. Сладић – Православци, славе Св. Георгија